# Surjoux-Lhopital
Surjoux-Lhopital is een gemeente in het Franse departement Ain in de regio Auvergne-Rhône-Alpes, die deel uitmaakt van het Nantua.
De gemeente is op 1 januari 2019 ontstaan door de fusie van de gemeenten Lhôpital en Surjoux en heeft de status van commune nouvelle.
1. ↑  Populations de référence 2022.